# Oligonucléotide
Les oligonucléotides  sont de courts segments de chaînes d'acides nucléiques (ARN ou ADN) de quelques dizaines de nucléotides. Ils sont en général obtenus par synthèse chimique, sous forme de simple ou double brin (modifié ou non modifié) se composant de groupes fonctionnels choisis pour leur intérêt.
Les oligonucléotides sont composés de cinq bases différentes, dont deux sont des dérivés de purine (adénine et guanine) et trois sont des dérivés de pyrimidine (cytosine, thymine et uracile) ; leur longueur  est habituellement notée par le suffixe « mer » (du grec ancien μερος / méros, « partie ») précédé du nombre de résidus nucléotidiques. Par exemple, un oligonucléotide de 13 nucléotides est « un 13-mer ». 

## Synthèse des oligonucléotides
La synthèse d'oligonucléotide est une technique très utilisée dans les laboratoires qui permet d'obtenir un accès inédit ou peu couteux à des oligonucléotides avec la séquence de nucléotides désirée. La technique a pour point de départ un support solide sur lequel est greffé le premier nucléotide. Depuis la fin des années 1970, la synthèse s'effectue de manière automatisée grâce à un synthétiseur. Une fois la synthèse terminée, l'oligonucléotide va être séparé du support solide par un clivage chimique. Cette méthode permet d'obtenir des oligonucléotides ADN, ARN ou mixtes ainsi que des oligonucléotides modifiés. La synthèse d'oligonucléotides a connu un essor ces dernières années. De très nombreux synthétiseurs sont disponibles sur le marché et permettent une synthèse automatisée d'oligonucléotides. Les besoins croissants en oligonucléotides proviennent du développement de techniques comme la PCR, les puces à ADN.

## Utilisation des oligonucléotides
Cette classe de substances est utilisée via diverses approches :
- ARNi (miARN et siARN) ;
- oligonucléotides antisens ;
- aptamère ;
- immunomodulateur ;
- leurre ;
- Antibody-oligonucleotide conjugate (en).

Presque toutes sont émergentes et aux premières phases de développement,. 
Il existe plusieurs limites à l'état actuel des thérapies basées sur des petites molécules. Ainsi, l'utilisation d'oligonucléotides est apparue comme une avancée dans le traitement des maladies respiratoires, car celles-ci couvrent un large éventail de cibles,.

### Utilisation comme sondes et pour les analyses biochimiques

#### Principe de l'hybridation des oligonucléotides
Les oligonucléotides sont souvent utilisés comme sondes, c'est-à-dire des fragments d'ADN ou d'ARN marqués radioactivement ou chimiquement servant à retrouver une séquence d'acide nucléique par hybridation. L'hybridation des acides nucléiques est une technique fondamentale, basée sur la capacité des acides nucléiques simple brin de s'associer pour former une molécule double brin. Les méthodes d'hybridation utilisent des oligonucléotides marqués, appelés sondes. Ces oligonucléotides, placés dans un milieu très complexe contenant de nombreuses molécules non marquées d'acide nucléique vont s'associer uniquement avec celles qui ont une séquence complémentaire. Les oligonucléotides sont donc souvent utilisés comme sondes afin de détecter des ADN ou ARN complémentaires.

#### Exemples d'utilisations
Comme exemples d'utilisation des oligonucléotides ADN on peut citer :
- Une puce à ADN est un ensemble de milliers d'oligonucléotides différents fixés sur une surface solide.
- Le Southern blot est une technique de détection de séquence spécifique d'ADN après leur séparation par électrophorèse, par hybridation avec une sonde d'ADN marquée.
- Le northern blot est une technique de détection de séquence spécifique d'ARN messager après leur séparation par électrophorèse, par hybridation avec une sonde d'ADN marquée.
- Le FISH est une technique de détection de séquence spécifique d'ADN ou d'ARN dans des cellules ou des tissus. Des oligonucléotides fluorescents sont utilisés comme sondes. Ils s'hybrident avec la séquence recherchée et par microscopie de fluorescence, il est possible de visualiser la localisation des séquences spécifiques liées à la sonde fluorescente.
- La PCR est un procédé permettant d'amplifier presque n'importe quel fragment d'ADN. Elle utilise de courts oligonucléotides d'ADN, désignés sous le nom d'amorces. Ils génèrent une « cible » pour une polymérase qui va pouvoir lier et prolonger l'amorce par l'addition de nucléotides.
- La méthode SELEX est une méthode de sélection à partir de banques combinatoires d'oligonucléotides synthétiques. Les oligonucléotides sélectionnés sont capables de fixer sélectivement un ligand donné, avec une affinité élevée et une haute spécificité.
- Des ARN antisens
- Des ARN possédant une activité enzymatique, appelés des ribozymes.
- Des ARN interférents

Dans l'« argot de la science », les oligonucléotides sont appelés oligos.

## Thérapies à base d'oligonucléotides

### Les différents modes d'action des oligonucléotides[1],[2],[5],[6]
Il existe différents types d’oligonucléotides utilisés et testés en clinique à ce jour, ils peuvent être regroupés en différentes catégories, selon leur mode d’action. Il est important de noter que les oligonucléotides doivent être chimiquement modifiés (via leur sucre, lien phosphates, nucléobases etc.) pour être cliniquement actifs.

#### Les thérapies qui réduisent l’expression d’une cible
·        Les oligonucléotides dits antisenses. Ce sont des brins d’oligonucléotide simples qui fonctionnent par hybridation à leur ARN messager (ARNm) cible. L’enzyme RNAse H1 reconnait l’hétéroduplex antisense :RNA et dégrade l’ARNm. 
·        Les small interfering RNA, aussi appelés siRNA. Ce sont des doubles brins d’ARN composés d’un brin guide (complémentaire à l’ARN messager) et d’un brin dit passager. Le duplex est reconnu par la protéine Argonaute 2 (AGO2) et l’ensemble intègre le RNA-induced silencing complex (RISC) qui dégradera l’ARNm cible dans le cytoplasme. 

#### Les thérapies qui augmentent l’expression d’une cible[7]
·        Il y a les small activating RNA ou saRNA. Ils suivent, comme les siRNA, un design de double brin d’ARN et interagissent avec la protéine Argonaute 2. Cette fois-ci, le complexe sera transporté dans le noyau, par interaction à la protéine importin-8, et le brin guide pourra s’hybrider à la région promotrice du gène cible. Une machinerie protéique composée de la RNA helicase A (RHA), de la RNA polymerase-associated protein CTR9 homolog (CTR9) et de la RNA polynerase II-associated factor 1 homolog (PAF1) sera alors recrutée autour de la région promotrice afin d’augmenter l’expression de l’ARNm.

#### Les thérapies qui modulent l’expression d’une protéine[8]
·        Les « Splice-switching Oligonucleotides » ou SSO. Ces oligonucléotides ont pour but de s'hybrider à l'ARN pré-messager, et d'en modifier leur épissage. En s'hybridant, le SSO va empêcher l'interaction de l'ARN pre-messager avec la machinerie protéique, ou bien encore avec d'autres ARN, et générer un ARN messager différent, résultant ainsi en une protéine différente. Ce type de thérapie est particulièrement étudié dans des pathologies génétiques où la production d'une protéine existe et est nécessaire, mais où la fonction est perdue. Le SSO vient restaurer ainsi une partie de leur fonction. C'est le cas par exemple de l'eteplirsen qui traite la myopathie de Duchenne

#### Les thérapies qui produisent directement une protéine
·        C’est le cas des vaccins à ARN messager. À compléter.
Un projet de vaccin nasal à base d'oligonucléotides a aussi été étudié en 2012 contre le SRAS.
Sinon, ce sont des thérapies géniques ou d'autres thérapies émergentes qui, à ce jour, ciblent quelques maladies respiratoires chroniques pour lesquelles les corticothérapies ont des effets limités (asthme et maladie pulmonaire obstructive chronique principalement). On cherche maintenant à guérir — en amont — ces maladies respiratoires chroniques, en modifiant l'expression des gènes du patient en utilisant des molécules d'ARN pouvant médier l'ARNi (comme l'ARN interférant court (siRNA), l'ARNdb long, le microRNA (miRNA) et l'ARN en épingle à cheveux court (shRNA). 
Leur mode d'action est le silençage génique (post-transcriptionnel) ou l'interférence ARN utilisant des ARN double brin (ARNdb) régulant la fonction des gènes par interférence ARN (ARNi). Il s'agit de délivrer ces agents plus directement et spécifiquement aux tissus et aux cellules-cibles que l'on souhaite atteindre (ce qui permet au passage d'utiliser de moindres doses du médicament, parfois très coûteux et/ou ayant des effets secondaires indésirables), pour l'instant afin de soigner des maladies inflammatoires chroniques. Ce type de thérapie implique généralement d'utiliser des nanoparticules (nanomédicaments) ; il implique aussi de protéger la nanogouttelette et le matériel génétique qu'elle doit transporter contre la digestion par certains enzymes (nucléases). 
Des oligonucléotides sont aussi déjà très utilisés pour transférer des gènes sous la forme de « matériaux supports polymères, liposomaux et inorganiques ». 
- Les liposomes peuvent délivrer efficacement divers oligonucléotides dont l'ARNsi et l'ARNm. Diverses maladies respiratoires pourraient profiter de leur développement[11] ;
- Les niosomes (en) (vésicules fabriquées à partir de tensioactifs non-ioniques) peuvent aussi administrer de manière ciblée et optimale des biomédicaments[13] ; ils peuvent par exemple transporter efficacement des gènes ; une équipe a réussi à créer des niosomes de liposides cationiques qui ont pu empêcher la dégradation de l'ADN et l'ont aidé à entrer dans les cellules. Une autre étude a utilisé des niosomes cationiques pour du transport intracellulaire d'informations génétiques (siARN/miARN). Les niosomes peuvent conduire à un silençage génique efficace dans les cellules souches mésenchymateuses humaines[14].

## Quantification
Les oligonucléotides sont quantifiés par mesure d'absorbance dans une cuve en quartz à une longueur d'onde de 260 nm à l'aide d'un spectrophotomètre UV. À partir de cette densité optique, la concentration et quantité de matière d'oligonucléotide peuvent être calculées.